# Quốc huy Cộng hòa Xã hội chủ nghĩa Xô viết Uzbekistan
Quốc huy Cộng hòa Xã hội chủ nghĩa Xô viết Uzbekistan đã được thông qua vào ngày 14 tháng 2 năm 1937 bởi chính phủ của Uzbekistan Xô viết. Quốc huy này dựa trên Quốc huy Liên Xô. Nó cho thấy các biểu tượng của nông nghiệp (liềm, bông và lúa mì) và công nghiệp nặng (búa). Mặt trời nổi lên trên bản đồ của các nước cộng hòa ở Trung Á thuộc Liên Xô tượng trưng cho tương lai của khu vực này, trong khi năm ngôi sao đỏ tượng trưng cho "cuộc cách mạng xã hội chủ nghĩa trên cả năm châu lục".
Quốc huy này mang khẩu hiệu của Liên bang Xô viết ("Vô sản toàn thế giới, đoàn kết lại!") Trong cả tiếng Nga và tiếng Uzbekistan. Trong tiếng Uzbekistan, nó là "Бутун дунё пролетарлари, бирлашингиз!" (trong tiếng Latin hiện tại của người Uzbekistan: "Butun dunyo proletarlari, birlashingiz!").
Cộng hòa Xã hội chủ nghĩa Xô viết Tự trị Karakalpak đã sử dụng một biến thể của biểu tượng này, với khẩu hiệu nhà nước trong cả tiếng Karakalpak và tiếng Uzbekistan và từ viết tắt của nước cộng hòa.
Phiên bản trước đó của quốc huy, từ năm 1947 đến cuối những năm 1970, búa và liềm được làm bằng bạc trước khi biểu tượng được làm lại bằng búa và liềm vàng.
Quốc huy của Uzbekistan Xô viết đã được thay đổi vào năm 1992 thành Quốc huy Uzbekistan, và nó giữ lại nhiều phần từ thời Xô viết cũ.

## Lịch sử

Cộng hòa Xã hội chủ nghĩa Xô viết Uzbekistan(1931)
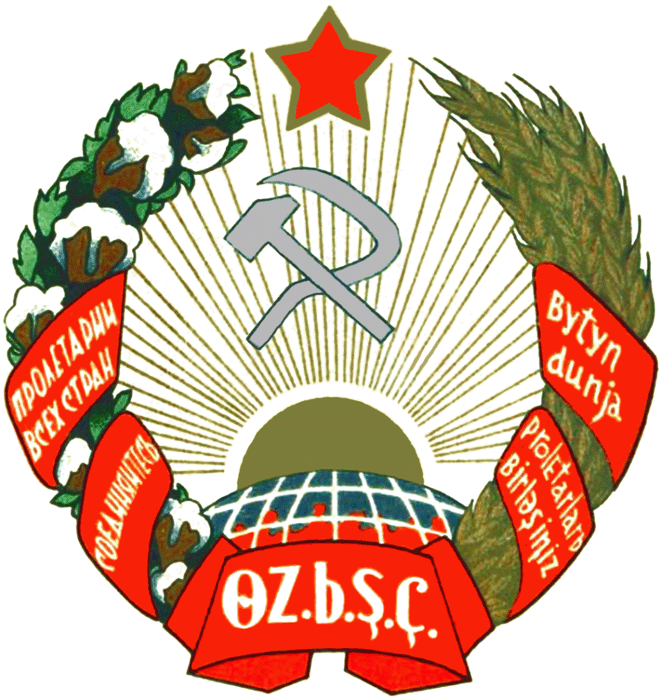
Cộng hòa Xã hội chủ nghĩa Xô viết Uzbekistan (1931-1937)
Cộng hòa Xã hội chủ nghĩa Xô viết Uzbekistan (1929-1937)
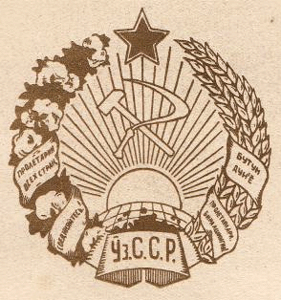
Cộng hòa Xã hội chủ nghĩa Xô viết Uzbekistan (1941-1956)
Cộng hòa Xã hội chủ nghĩa Xô viết Uzbekistan(1947)
Cộng hòa Xã hội chủ nghĩa Xô viết Uzbekistan (1978-1992)